# Roberto Sbaratto
Roberto Sbaratto (Vercelli, 1955) è un attore italiano.

## Biografia
Attore caratterista, Roberto Sbaratto inizia la sua carriera nella prima metà degli anni ottanta ottenendo un discreto successo in una compagnia teatrale.
Negli anni novanta inizia a lavorare anche nel cinema e in televisione; ha recitato in commedie, drammi e thriller.
Dotato di una figura distinta e di una buona dialettica, Roberto Sbaratto viene notato dall'attore Carlo Verdone che lo dirige in diversi film; da notare inoltre la sua interpretazione al fianco di Alberto Sordi nel film Assolto per aver commesso il fatto in cui interpreta un dirigente d'azienda senza scrupoli.

## Filmografia

### Cinema
- Condominio, regia di Felice Farina (1991)
- Sette criminali e un bassotto, regia di Eugene Levy (1991)
- Assolto per aver commesso il fatto, regia di Alberto Sordi (1992)
- America, regia di Fabrizio Ruggirello (1992)
- Perdiamoci di vista, regia di Carlo Verdone (1993)
- Hotel Paura, regia di Renato De Maria (1996)
- Gallo cedrone, regia di Carlo Verdone (1998)
- C'era un cinese in coma, regia di Carlo Verdone (2000)
- Fame chimica, regia di Antonio Bocola e Paolo Vari (2003)
- La prima linea, regia di Renato De Maria (2009)
- Io, loro e Lara, regia di Carlo Verdone (2010)
- La solitudine dei numeri primi, regia di Saverio Costanzo (2010)
- Il gioiellino, regia di Andrea Molaioli (2011)
- Romanzo di una strage, regia di Marco Tullio Giordana (2012)
- Yara, regia di Marco Tullio Giordana (2021)

### Televisione
- I promessi sposi, regia di Salvatore Nocita - sceneggiato televisivo (1989)
- L'Achille Lauro - Viaggio nel terrore, regia di Alberto Negrin - film TV (1990)
- Death Has a Bad Reputation, regia di Lawrence Gordon Clark - film TV (1990)
- Una questione privata, regia di Alberto Negrin - film TV (1991)
- L'ispettore, regia di Paolo Fondato - film TV (1992)
- Missus, regia di Alberto Negrin (1993)
- Il furto del tesoro, regia di Alberto Sironi (2000)
- Cuore, regia di Maurizio Zaccaro - miniserie TV (2000)
- Distretto di Polizia, regia di Renato De Maria - serie TV (2000)
- Cinecittà, regia di Alberto Manni - miniserie TV (2002)
- Vento di ponente, regia di Gianni Lepre e Alberto Manni - serie TV (2002)
- Le stagioni del cuore, regia di Antonello Grimaldi - serie TV (2004)
- Il capitano, regia di Vittorio Sindoni (2005)
- Distretto di Polizia, regia di Lucio Gaudino - serie TV (2005)
- La moglie cinese, regia di Antonello Grimaldi - miniserie TV (2006)
- La freccia nera, regia di Fabrizio Costa - miniserie TV (2006)
- Nebbie e delitti, regia di Riccardo Donna - serie TV (2007)
- Il commissario De Luca, regia di Antonio Frazzi (2008)
- Vite sospese, regia di Gianpaolo Tescari - serie TV (2008)
- Il mostro di Firenze, regia di Antonello Grimaldi - miniserie TV (2009)
- Il clan dei camorristi, regia di Alexis Sweet e Alessandro Angelini (2013)
- Non uccidere, regia di Giuseppe Gagliardi - serie TV, episodio 1x01 (2016)
- Cuori, regia di Riccardo Donna - serie TV, episodi 1x07-1x13 (2021)